# Lindero Agua Fría
Lindero Agua Fría är en ort i Mexiko.   Den ligger i kommunen Chicontepec och delstaten Veracruz, i den sydöstra delen av landet, 210 km nordost om huvudstaden Mexico City. Lindero Agua Fría ligger 189 meter över havet och antalet invånare är 394.
Terrängen runt Lindero Agua Fría är huvudsakligen platt. Lindero Agua Fría ligger uppe på en höjd. Runt Lindero Agua Fría är det ganska tätbefolkat, med 83 invånare per kvadratkilometer. Närmaste större samhälle är Chicontepec de Tejada, 15,2 km sydväst om Lindero Agua Fría. Trakten runt Lindero Agua Fría består till största delen av jordbruksmark.